# Etsu Inagaki Sugimoto
 (avril 2019).
Si vous disposez d'ouvrages ou d'articles de référence ou si vous connaissez des sites web de qualité traitant du thème abordé ici, merci de compléter l'article en donnant les références utiles à sa vérifiabilité et en les liant à la section « Notes et références ».
Etsu Inagaki Sugimoto (杉本 鉞子), Sugimoto Etsuko (née en 1873 à Nagaoka dans l'ancienne province d'Echigo et décédée le 20 juin 1950), est une autobiographe et romancière japonaise.

## Biographie
Etsuko est la fille d'un karō de Nagaoka. L'abolition du féodalisme peu avant sa naissance entraîne pour sa famille une modification significative des conditions économiques.
À l'origine destinée à être prêtresse, elle est fiancée, par un mariage arrangé, à un marchand japonais qui vit à Cincinnati aux États-Unis. Etsuko est envoyée dans une école méthodiste à Tokyo pour se préparer à la vie aux États-Unis. Devenue chrétienne elle se rend en 1898 dans son nouveau domicile pour se marier. Elle est bientôt mère de deux filles. Après la mort de son mari, elle retourne au Japon mais retourne ensuite aux États-Unis pour y compléter l'éducation de ses filles. Plus tard, elle vit à New York où elle se tourne vers la littérature et enseigne la langue japonaise, la culture et l'histoire à l'université Columbia. Elle écrit aussi pour des journaux et des magazines.
Elle décède en 1950.

## Titres
- Une fille du samouraï (1923, publication originale dans le journal Asia)[2] ; rééd. Bartillat, trad. fr. René de Cérenville, préf. Amélie Nothomb, 316 p., 2023  (ISBN 978-2841007523)
- With Taro and Hana in Japan (en collaboration avec Nancy Virginia Austen 23 septembre 1926)
- A Daughter of the Narikin (1932)
- In memorium: Florence Mills Wilson (1933)
- A Daughter of the Nohfu (1935)
- Grandmother O Kyo (1940)
- But the Ships Are Sailing (1959)